# Schrenkiella parvula
Espèce
Schrenkiella parvula est une espèce de plante de la famille des Brassicaceae. Schrenkiella parvula (anciennement Thellungiella parvula) est un proche parent d’Arabidopsis thaliana qui appartient à la même famille botanique. Schrenkiella parvula  se distingue notamment par sa résistance à des concentrations élevées de différents sels dans le sol qui sont généralement mortelles pour les plantes.

## Origine et habitat
C'est une plante qui supporte des conditions extrêmes. Elle arrive à pousser dans des sols pauvres en azote et en phosphore et contenant d’autres éléments toxiques pour la plupart des plantes (tels que différents sels à des concentrations mortelles (Na+, K+, Mg2+, Li+ et borate) tout en supportant la sécheresse, les inondations, le refroidissement, la lumière élevée et les stress thermiques,
Son aire de répartition naturelle s’étend du sud-est de l’Europe de la Russie au Xinjiang, mais il est principalement réparti autour des lacs salés. Il prospère en particulier sur les rives du lac salé de Tuz, en Turquie ainsi que dans la région floristique irano-turanienne,.

## Utilisations
Schrenkiella parvula sert de plante modèle. Les comparaisons des paires de gènes homologues caractérisées par des séquences de promoteurs divergentes et des forces d’expression au niveau basal. Le séquençage comparatif de l’ARN révèle des fonctions de transport d’ions enrichies chez Schrenkiella parvula, tandis que les gènes liés à la défense des agents pathogènes montrent une expression plus élevée chez Arabidopsis.
Différents travaux de recherche sont menés à l'Université de Stanford pour mieux connaître le fonctionnement de Schrenkiella parvula. Comme cette espèce peut pousser dans des conditions extrèmes et qu'elle proche d'autres espèces oléagineuses, elle pourrait servir à trouver comment produire de l'huile alimentaire et des biocarburants utilisables comme source d'énergie pour toutes sortes d'applications